# 原田誠一
原田 誠一（はらだ せいいち、1957年9月26日 - ）は、日本の医学者、精神科医。専門は認知行動療法。東京都生まれ。東京都千代田区飯田橋の原田メンタルクリニック院長。

## 経歴
- 1983年、東京大学医学部卒業。
- 東京大学医学部附属病院精神神経科、東京都立中部総合精神保健センター、東京都立墨東病院内科・救命救急センター、神経研究所附属晴和病院、東京逓信病院精神科医長、三重大学医学部精神科神経科講師を経て、2002年より国立精神・神経センター武蔵病院外来部長（東京大学医学部非常勤講師併任）。
- 2006年7月より原田メンタルクリニック・東京認知行動療法研究所を開設。現在、原田メンタルクリニック院長。
- 2006年8月にNHK「きょうの健康｣（テーマ：不安障害）に出演。
  - 8月21日（月）「突然襲うパニック障害」
  - 8月22日（火）「人前が苦手な社会不安障害」
  - 8月23日（水）「こだわりを消せない強迫性障害」
  - 8月25日（金）Q＆A「不安障害」悩むあなたへ
- 現在、聖心女子大学大学院（心理療法特論）・東京大学大学院の非常勤講師として講義（各半年）を担当。

## 所属学会
- 日本認知療法学会（幹事）
- 東京認知行動療法アカデミー（理事）
- 日本精神科診断学会（評議員）
- 日本精神障害予防学会（幹事）[疑問点 – ノート]
- 日本統合失調症学会（評議員）[2]

## 認知行動療法の講師歴
- 2005年1月　2004年度認知療法セミナー・冬「境界性人格障害と統合失調症の認知療法」　神奈川：横浜セネックス
- 2005年12月　第5回日本認知療法学会・第6回認知療法研修会「境界性人格障害の認知療法」　愛知：名古屋銀行協会会館
- 2006年10月　東京認知行動療法アカデミー第2回ワークショップ「精神病への認知行動療法」　東京：東邦大学医学部
- 2007年4月　東京認知行動療法アカデミー第4回ワークショップ「各種精神障害の心理教育と認知行動療法の実際」　東京：早稲田大学国際会議場
- 2007年4月　第3回滋賀CBT研修会「認知行動療法の実際：各疾患別の認知行動療法」　滋賀：守山駅前コミュニティーホール
- 2008年4月　東京認知行動療法アカデミー第9回ワークショップ「精神障害の認知行動療法の実際」　東京：早稲田大学国際会議場
- 2009年7月　東京認知行動療法アカデミー第14回ワークショップ「外来診療における認知行動療法の実際(1)－不安障害での実践の紹介」　東京：早稲田大学国際会議場
- 2009年8月　第2回大阪・神戸CBT研修会「認知行動療法による心理教育と導入のコツ」　大阪：大阪府谷町福祉センター
- 2009年10月　東京認知行動療法アカデミー第16回ワークショップ「外来診療における認知行動療法の実際(2)－気分障害での実践の紹介」　東京：早稲田大学国際会議場
- 2009年10月　第35回日本行動療法学会・第33回行動療法研修会、第9回日本認知療法学会・第10回認知療法研修会ワークショップ「精神科外来診療における認知行動療法の実際」　千葉：幕張メッセ
- 2010年1月　東京認知行動療法アカデミー第17回ワークショップ「外来診療における認知行動療法の実際(3)－統合失調症、人格障害での実践の紹介」　東京：早稲田大学国際会議場

## 主な著作

### 著書
- 原田誠一（著）　2002　正体不明の声：対処するための10のエッセンス　東京：アルタ出版
- 原田誠一（編）　2006　強迫性障害ハンドブック　東京：金剛出版
- 原田誠一（著）　2006　統合失調症の治療：理解・治療・予防の新しい視点　東京：金剛出版
- 原田誠一（編）　2008　精神療法の工夫と楽しみ　東京：金剛出版
- 原田誠一（監修）　2008　強迫性障害のすべてがわかる本　東京：講談社
- 原田誠一（編）　2009　こころの悩みに強くなる　こころの科学144号　東京：日本評論社

### 分担執筆
- 原田誠一　1997　幻声に対する精神療法の試み：患者の幻声体験のとらえ方に変化を与え、幻声への対処力を増すための認知療法的接近法　中安信夫（編）　分裂病の精神病理と治療8：治療の展開　東京：星和書店　Pp.19-50.
- 原田誠一・臼井卓士・岡崎祐士　2002　ことばの処方：種々の症状や治療状況でのアドバイス集　松下正明（総編集）　岡崎祐士（編）　新世紀の精神科治療1：統合失調症の診療学　東京：中山書店
- 原田誠一　2003　境界性人格障害のうつ状態の治療：うつ状態を悪化させる5つの因子と対策　樋口輝彦・久保木富房・貝谷久宣（編）　うつ病の亜型分類　東京：日本評論社
- 原田誠一　2003　不安神経症・過換気症候群とどう違うか　岡崎祐士（編）　こころの科学107号　特別企画：パニック障害　東京：日本評論社　Pp.60-63.
- 原田誠一　2005　統合失調症の個人精神療法：三つのキーワードによる三題噺　岡崎祐士・青木省三・宮岡等（編）　こころの科学120号　特別企画：統合失調症　東京：日本評論社　Pp.99-106.
- 原田誠一　2006　妄想とのじょうずな付き合い方　岡崎祐士（編）　こころの科学126号　特別企画：妄想　東京：日本評論社　Pp.45-49.
- 原田誠一・佐藤博俊・小堀修・大森まゆ・勝倉りえこ　2007　第14章統合失調症　下山晴彦（編）　認知行動療法：理論から実践的活用まで　東京：金剛出版　Pp.188-199.

### 論文
- 原田誠一・岡崎祐士・増井寛治　1987　精神分裂病患者の病前行動特徴―通知表における患者と同胞の行動評価の比較―　精神医学，29(7)，705-715.
- 原田誠一　1993　精神分裂病の精神病理と精神療法に関する一考察―一部の分裂病患者が病前から持つ恐怖感・絶望感と、治療に伴う変化について―　精神科治療学，8()，1491-1499.
- 原田誠一　1994　精神分裂病の精神療法の一側面―「身体被影響体験」への治療的関与の方法について―　精神科治療学，9()，1105-1112.
- 原田誠一・吉川武彦・岡崎祐士・亀山知道　1997　幻聴に対する認知療法的接近法（第1報）―患者・家族向けの幻聴の治療のためのパンフレットの作成―　精神医学，39(4)，363-370.
- 原田誠一・吉川武彦・岡崎祐士・亀山知道　1997　幻聴に対する認知療法的接近法（第2報）―幻聴の治療のためのパンフレットの利用法とアンケート調査の結果―　精神医学，39(5)，529-537.
- 原田誠一　1998　幻覚の認知療法　臨床精神医学，27(7)，953-958.
- 原田誠一・岡崎祐士　1998　精神分裂病の予防の現状と課題―分裂病ハイリスク児を対象とする臨床経験から―　最新精神医学，3，47-53.
- 原田誠一・岡崎祐士　1999　日常臨床における精神分裂病の早期発見と早期治療―ハイリスク児の追跡調査から―　精神神経学雑誌，101，916-922.
- 原田誠一・岡崎祐士・増井寛治　1999　一般者を対象とした精神分裂病に関する疾患教育プログラムの作成（第1報）―分裂病の1次・2次予防への寄与を目指す疾患教育パンフレットの紹介―　精神医学，41()，811-819.
- 原田誠一・岡崎祐士・増井寛治　1999　一般者を対象とした精神分裂病に関する疾患教育プログラムの作成（第2報）―疾患教育の受講者を対象にしたアンケート調査の結果―　精神医学，41()，937-945.
- 原田誠一・岡崎祐士　2000　ハイリスク児研究からみた分裂病の病因と予防　臨床精神医学，29，367-374.
- 原田誠一　2001　病識の乏しい初発精神分裂病患者で認知療法が奏功した2症例　臨床精神医学，30()，1417-1421.
- 原田誠一　2001　幻覚妄想体験への認知療法　精神医学，43(10)，1135-1140.
- 原田誠一・岡崎祐士　2003　統合失調症の早期発見・早期治療　精神科，2(4)，303-310.
- 原田誠一・原田雅典・佐藤博俊・松本武典・小堀修　2003　統合失調症の社会機能と認知療法　精神科治療学，18，1151-1156.
- 原田誠一　2004　「正体不明の声」へのコーピングをどう援助するか　精神看護，7(2)，16-22.
- 原田誠一・佐藤博俊・小堀修・松本武典・大森まゆ・勝倉りえこ・稲森晃一・高島知昭　2004　統合失調症の治療と認知行動療法の活用　精神療法，6，639-645.
- 原田誠一・小堀修・勝倉りえこ　2005　統合失調症の陽性症状の認知療法―初期～慢性期利はビリテーションでの心理教育・認知療法の活用―　臨床精神医学，34(6)，775-782.
- 原田誠一・岡崎祐士・西田淳志・小堀修・勝倉りえこ・松本武典・大森まゆ　2005　統合失調症の早期発見・発症予防の可能性　精神科治療学，20(1)，11-18.
- 原田誠一　2005　目のさめるケースカンファレンスとは?　精神科，7(1)，42-45.
- 原田誠一　2006　適応障害の治療－事例を中心に　精神科，9(6)，482-487.
- 原田誠一　2006　統合失調症と境界性人格障害の心理教育・認知療法の試み　精神神経学雑誌，108(4)，149-151.
- 原田誠一　2006　幻覚妄想症状を疑似体験できるバーチャル・ハルシネーション(VH)の制作－心理教育や予防に役立つ統合失調症の精神病理・啓蒙用ツールの試み　精神神経学雑誌，108(4)，351-357.
- 原田誠一・勝倉りえこ・小堀修・野口広子・楮原エリ子・林潤一郎　2007　統合失調症の精神症状への認知行動療法―初期統合失調症、不安障害の併存がある症例での治療経験　Schizophrenia Frontier，8.
- 原田誠一　2008　生物・心理・社会モデルに基づく精神療法の統合－精神科医の困惑気味の独白　聖マリアンナ医学研究誌，8，126-132.
- 原田誠一・勝倉りえこ・小堀修　2008　統合失調症の精神症状への認知行動療法－初期統合失調症、不安障害の併存がある症例での治療経験　聖マリアンナ医学研究誌，8，133-136.
- 勝倉りえこ・小堀修・原田誠一　2008　新たな非機能的思考記録表の効果的利用法　臨床心理学，8(2)，243-254.
- 原田誠一　2008　統合失調症のサイコエデュケーション　精神科，13(3)，173-177.
- 原田誠一　2009　怒りがみられる場合の面接の進め方－上手な怒り方の学習の機会に　精神科，14(2)，142-146.
- 原田誠一　2009　生活臨床をふまえた精神科臨床　臨床精神医学，38(2)，185-190.
- 勝倉りえこ・林潤一郎・原田誠一　2009　臨床ゼミ－認知行動療法を学ぼう(12)：精神科クリニックでのCBT(不安障害)　臨床心理学，9(3)，403-410.
- 林潤一郎・勝倉りえこ・原田誠一　2009　臨床ゼミ－認知行動療法を学ぼう(14)：職場復帰支援における認知行動療法(うつ病を中心に) 　臨床心理学，9(5)，677-684.

### 翻訳
- D.キングドン・D.ターキングトン（編）　原田誠一（訳）　2002　統合失調症の認知行動療法　東京：日本評論社
- D.キングドン・D.ターキングトン（編）　原田誠一（監訳）　2007　症例から学ぶ統合失調症の認知行動療法　東京：日本評論社